# Kokuszka
Kokuszka est une localité polonaise de la gmina de Piwniczna-Zdrój, située dans le powiat de Nowy Sącz en voïvodie de Petite-Pologne.